# Sanicula tuberculata
Sanicula tuberculata är en flockblommig växtart som beskrevs av Carl Maximowicz. Sanicula tuberculata ingår i släktet sårläkor, och familjen flockblommiga växter. Inga underarter finns listade i Catalogue of Life.